# Тваринний світ Чернігівської області
Тваринний світ Чернігівської області надзвичайно різноманітний. На це вплинуло унікальне географічне положення, розташування області в межах двох природних зон, різноманітність рослинних ландшафтів. Для нього характерні представники як лісової, так і степової фауни, є акліматизовані види тварин.

## Загальна характеристика

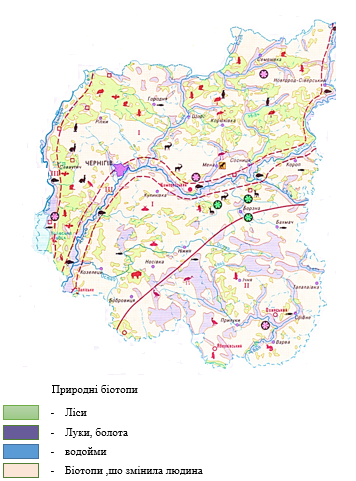
Фауна Чернігівської області

Тваринний світ Чернігівської області характеризується багатим видовим складом, який становить близько 41 % від загальноукраїнського. У сучасній фауні регіону налічують понад 30 тис. видів. На території області поширені як безхребетні, так і хребетні тварини. Серед безхребетних є представники понад 20 типів організмів, з яких більшість — найпростіші. Близько 400 видів хребетних тварин, зокрема 80 видів ссавців, 287 видів птахів, з яких 197 — гніздуючих, 10 видів плазунів, 16 видів земноводних, 60 видів риб, 100 видів молюсків.
Так на Чернігівщині поширені:
| Найпростіші       | 81 вид,    |
| Кишковопорожнинні | 10 видів,  |
| Кільчасті черви   | 150 видів, |
| Членистоногі      | 37 видів,  |
| Молюски           | 100 видів, |
| Риби              | 60 видів,  |
| Земноводні        | 16 видів,  |
| Плазуни           | 10 видів,  |
| Птахи             | 287 видів, |
| Ссавці            | 80 видів.  |

## Фауністичний склад ландшафтів
Природні ландшафти Полісся і Лісостепу мають доволі суттєві відмінності у фауністичному складі, особливо це стосується лісових і болотних біогеоценозів
| Природні ландшафти | Видовий склад | Видовий склад |
| Природні ландшафти | Ліси | Луки і болота |
| Полісся            | Заєць-русак, заєць-біляк, кажан, білка, лисиця, вовк, лось, кабан, козуля, олень благородний і плямистий, борсук, куниця, собака єнотовидна, зубр, кріт, тетерук, пугач, скопа, дятли, дрозди, синиці, славки, вальдшнеп, сойка, сорока, зяблик, яструби, зозуля, поповзень, кібчик, сови, мухоловки, іволга, сиворакша, гадюка, вуж, ящірки, жаби. | Заєць-русак, заєць-біляк, бобер, ондатра, собака єнотовидна, кріт, землерийка, лисиця, чаплі, дикі качки, курочка болотна, чайки, лисуха, журавель, лелека, черепаха болотна, вуж, ящірки, жаби, жерлянка.           |
| Лісостеп           | Заєць-русак, білка, лисиця, вовк, лось, кабан, козуля, їжак, кріт, куниця, кажан, тхір чорний, олень плямистий, орел-могильник, балобан, журавель сірий, дрофа, дятли, синиці, сойка, сорока, яструби, зозуля, іволга, кроншнеп, гадюка, вуж, ящірки, жаби.                                                                                         | заєць-русак, хом'як, ховрах, кріт, землерийка, тхір степовий, лисиця, миша польова, куріпка, перепілка, дикі качки, жайворонок, горобець польовий, лелека, чайки, бекас, черепаха болотна, вуж, ящірки, жаби, дрофа. |

## Фауністичний склад природних біотопів

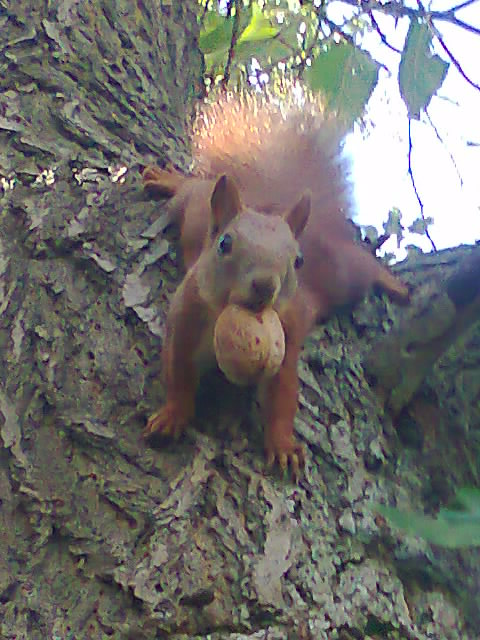
Вивірка звичайна (Sciurus vulgaris)

У сучасній фауні регіону налічують понад 30 тис. видів. На території області поширені як безхребетні, так і хребетні тварини. Серед безхребетних є представники понад 20 типів організмів, з яких більшість — найпростіші. Близько 400 видів хребетних тварин, зокрема 80 видів ссавців, 287 видів птахів, з яких 197 — гніздуючих, 10 видів плазунів, 16 видів земноводних, 60 видів риб, 100 видів молюсків.

### Лісова фауна

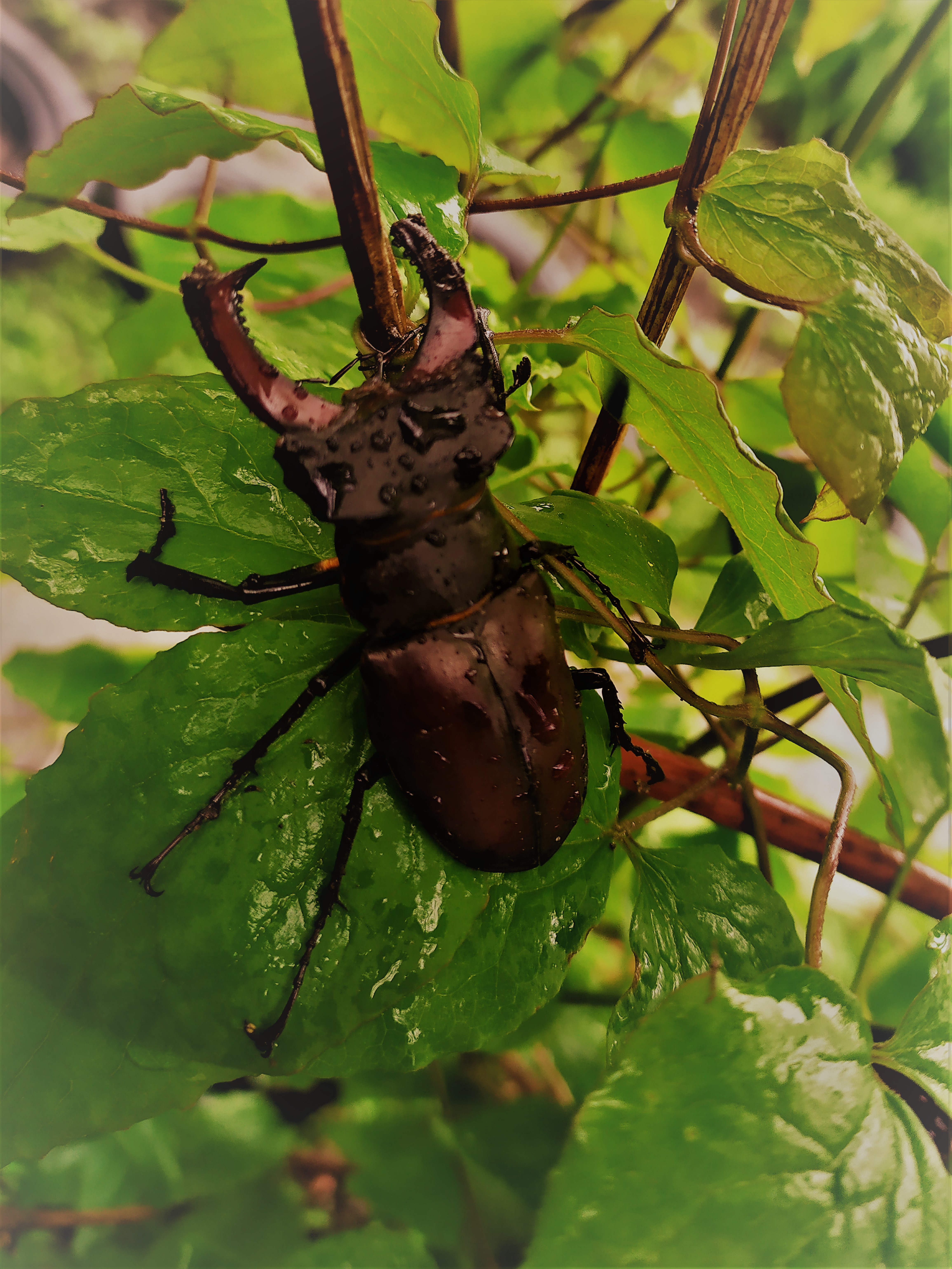
Жук-олень (Lucanus cervus)

Чернігівщина насамперед асоціюється з лісами. Ліси мають досить багату і своєрідну фауну, яка сформувалася в наслідок біотичних і абіотичних факторів. На неї впливають і такі фактори, як кількість рослин, що росте на певній площі, вік лісових насаджень, розвиток і ступінь зімкненості крон дерев тощо. Як наслідок значне видове багатство і різноманітність тваринного світу.
Безхребетні тварини лісу, особливо комахи, відіграють дуже важливу роль у його житті. І якщо кількість видів птахів, звірів, земноводних, плазунів вимірюють сотнями, то число видів безхребетних тварин сягає сотень тисяч. В лісі вони мешкають у ґрунті, лісовій підстилці, у траві, мохах, на деревах і кущах, на корі і під корою, всередині деревини, в насінні і плодах. Найбільш густо заселеним різноманітними безхребетними є узлісся та лісові галявини. Тут можна зустріти безліч бабок (зеленотілка жовтоплямиста, білоноска болотна, красуня блискуча та бабка жовта), метеликів (переливницю тополеву, перламутрівку велику, аглая, рябець звичайний, лимонницю), бджіл, джмелів, мух та інших комах. З жуків привертають увагу до себе різноманітні жуки-вусачі (вусач-шкіряник, сірий довговусий усач), жук-олень, сонечко, жужелиці, жуки-гнойовики та мертвоїди . Досить поширеними на Чернігівщині є корімбія червона та лептура чотирисмуга. У хвойних та листяних лісах зустрічаються різні види мурашок (мурашка руда лісова, мурашка мала лісова, мурашки-деревоточці).
Досить велике представництво птахів. На узліссях і лісових галявинах зустрічаються вівсянка звичайна, лісовий щеврик, берестянка. На тих ділянках лісу, де є густі чагарники можна зустріти кропив'янку (чорноголову, сіру, рябогруду та прудку), сорокопуда тернового, волового очка. Високо у кронах дерев — щигликів, костогризів, вівчариків (весняного, жовтобрового, вівчарика-ковалика), дятла (малого, середнього та звичайного). Серед хижих птахів зустрічаються канюк звичайний, шуліка чорний, осоїд, великий та малий яструби. орлан-білохвіст, змієїд, а також вухатої і сірої сови.
Герпетофауна представлена ящірками (прудка, живородна та веретільниця ламка), зміями (звичайний вуж, гадюка, мідянка). У  мішаних і широколистих лісах живе ропуха зелена, ропуха сіра та часничниця звичайна.

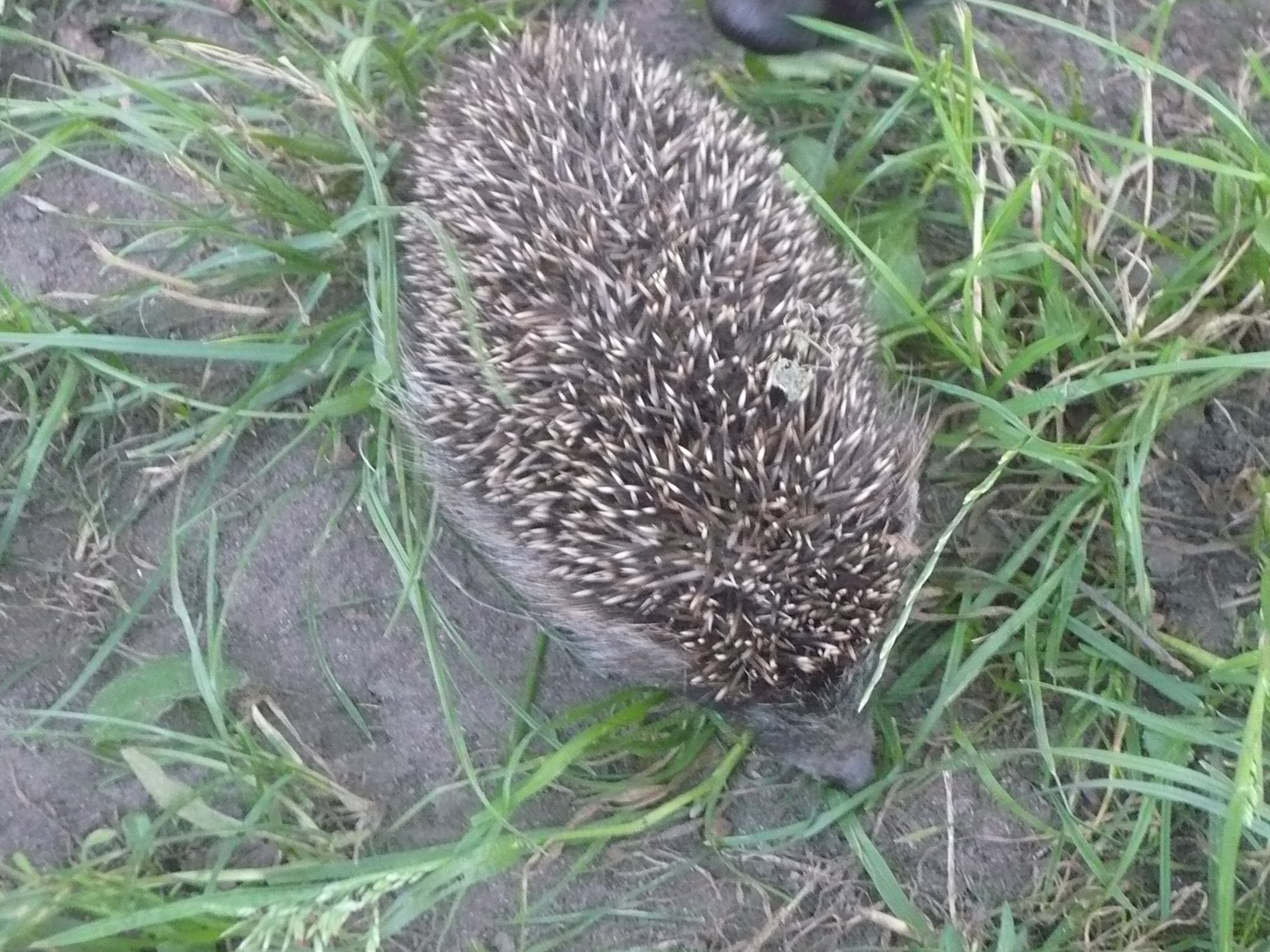
Вухатий їжак (Hemiechinus Fitzinger)

Ссавців у лісах на Чернігівщини живе чимало видів, але вдень вони здебільшого ховаються, а активними стають надвечір або вночі. Найчастіше можна побачити білка звичайна, їжак європейський, мишовидних гризунів (полівка руда лісова, миша жовтогорла та миша лісова). При основі старого дерева або пенька можна також знайти нори ласки — найменшого хижака наших лісів. Це дуже красивий, стрункий звірок, з короткуватим хвостиком. Лише випадково можна помітити його коричневу спинку і біле черевце, коли він спритно промайне у траві. У старих високоствольних лісах живе лісова куниця, яка дуже спритно лазить по деревах. Трохи схожий на неї і тхір лісовий або чорний. Але він по деревах майже не лазить, а знаходить свою здобич (дрібних гризунів, птахів, їхні яйця) переважно на землі. Чільне місце займають копитні тварини: козуля, лось, благородний та плямистий олень, дикий кабан, зубр. Найчисленнішими з них є козуля, кабан, лось. На стадії відновлення ареалу знаходиться благородний олень, а стадію акліматизації проходять зубр і плямистий олень. Зрідка можна побачити борсука, лисицю, єнотовидну собаку, вовка. Ввечері на узліссях та над галявинами наших лісів можна побачити у повітрі ще одних дуже цікавих тварин, що підкорили повітряну стихію — кажанів: нічниць, вечірниць, кажанів та вуханя.

### Фауна луків
Тваринний світ луків менш різноманітним ніж в інших біоценозах. Найважливішим і найхарактернішим компонентом луків є різноманітні комахи. Швидко ширяють над луками бабки (бабка звичайна, бабка жовта, білоноска болотна, коромисло сине, коромисло руде.  У місцях, де квітують рослини, багато літаючих комах і, насамперед, метеликів(сонцевик адмірал, павичеве око, білан ріпаковий, білан брукв'яний). Над луками ні на мить не припиняється дзижчання бджіл, джмелів, ос та мух, цвірчання коників, кобилок і цикадок. На рослинах сидять і повзають різні жуки і трав'яні клопи. Дуже різноманітні на луках жуки. Це представники багатьох родин: довгоносиків, пластинчатовусих, вусачів, коваликів, жужелиць (або турунів), наривників, сонечок, листоїдів та інших.
На луках у заплавах річок можна постійно зустріти жабу гостроморду і рідше — жабу трав'яну, які належать до групи бурих жаб. Поряд з ними на луках зустрічається квакша звичайна і земляна жаба, або часничниця, яка здатна швидко зариватись у землю, а її шкіра має слабкий часничний запах (за що вона і отримала свою назву). У траві можна помітити і вужа звичайного, який полює на жаб, або рідше, гадюку звичайну. На суходільних луках досить часто трапляється ще один представник плазунів — ящірка прудка.
З лучних птахів мабуть самими помітними і відомими є польові жайворонки, на сухих луках, вигонах, полях зустрічається чубатий жайворонок, або посмітюха, чибіси. Навесні на луках можна зустріти й багато птахів (кулик, брижач, коловодник звичайний, коловодник великий, грицик великий, баранець малий і баранець звичайний). В кущах верболозу можна почути голоси кропив'янки сірої, синьошийки, очеретяної вівсянки. Над вологими луками можна досить часто побачити і чорно-білих птахів, це — крячки(білокрилий, чорний та малий). Вдень над луками літають і хижі птахи, які полюють тут на свою здобич: канюк звичайний, шуліка чорний, лучний лунь, сокіл. На доріжках і стежках, а також на польових дорогах можна досить часто бачити звичайних вівсянок, щигликів, коноплянок, польових та хатніх горобців, шпаків, дроздів.
Ссавці луків представлений кротами, бурозубками, полівками, мишами. Рано вранці можна зустріти тхоря, борсука, які шукають собі здобич, а також єнотовидного собаку чи лисицю звичайну, які вийшли на полювання. Інколи рано-рано вранці можна зустріти на луках і сторожких козуль, що пасуться у траві серед кущів верболозу.

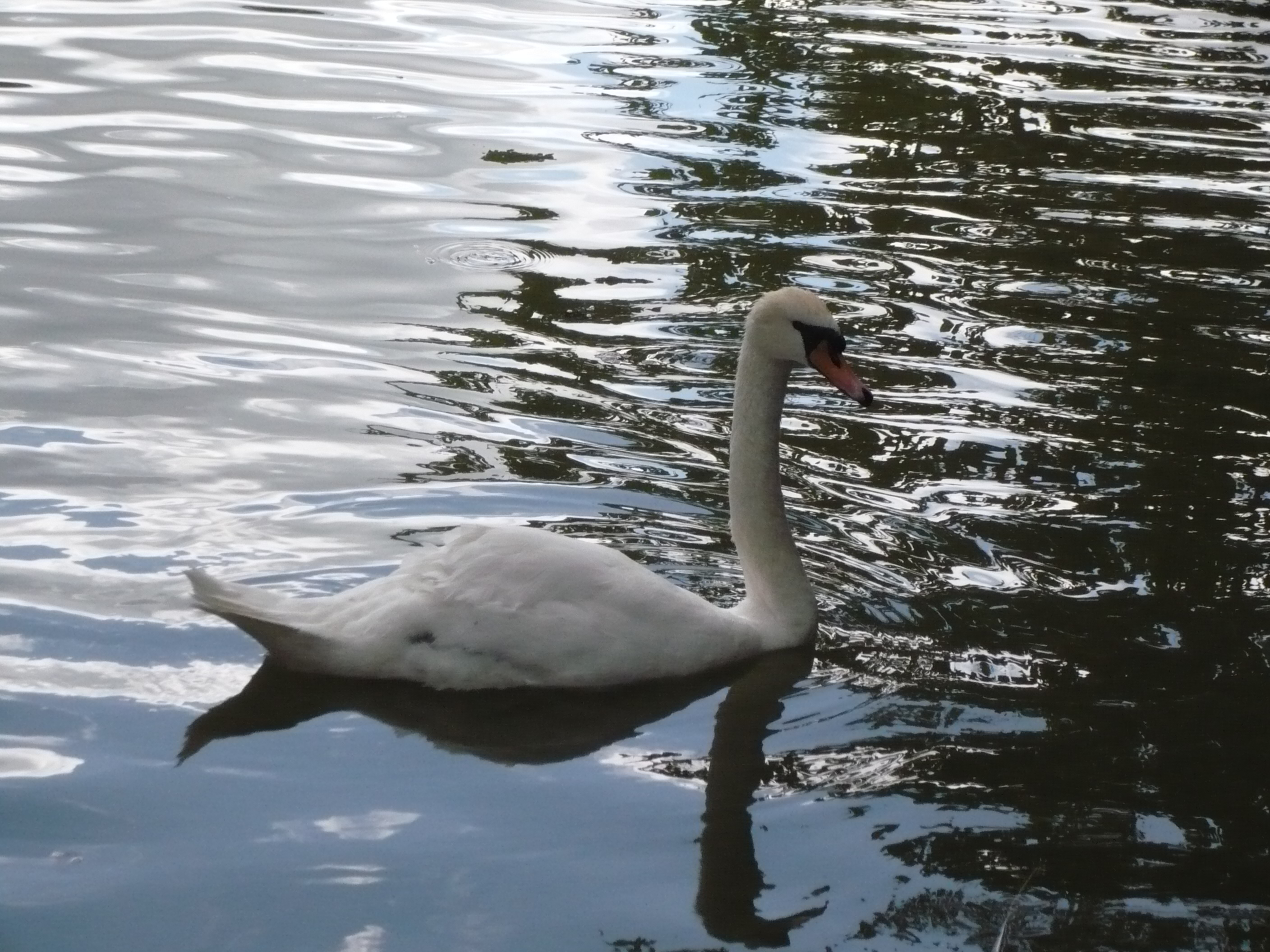
Лебідь-кликун (Cygnus cygnus)

### Водно-болотна фауна
У водоймах Чернігівщини мешкають представники одноклітинних (тип Саркомастигофори, тип Інфузорії), губок, мохуваток, коловерток, кишковопорожнинних, війчастих червів, круглих червів, кільчастих червів, молюсків і членистоногих. Всі ці тварини, які населяють водойми, складають групу гідробіонтів.
У товщі води можна побачити п'явок (п'явка медична, п'явка псевдокінська, п'явка слимакова, п'явка риб'яча), багаточислених ракоподібних — дафній, або водяних  блох та циклопів. В наших водоймах зустрічаються: плавунець облямований, плавунець роздільний, полоскун борозчастий, полоскун жолобчастий, пузанчик, різні види родів гребець, тинник, зрідка — плавунець широкий, гребець подвійний, поводень двосмугастий та деякі інші. У мул на дні водойм зариваються також різні види двостулкових молюсків: беззубки, перлівниці.
Хребетні тварини водойм це — риби і круглороті. Фауна риб області налічує близько 40 видів. Єдиним представником класу Круглоротих у нашій фауні є українська річкова мінога, яка занесена до Червоної книги України. Вона зустрічається у річці Десні та її притоках. Найбільша кількість риб, які зустрічаються в басейні р. Десна, належать до ряду Коропоподібних. Це такі види, як плітка, головень, в'язь, краснопірка, білизна, вівсянка, лин, підуст, пічкур, верховодка, плоскирка, лящ, синець, клепець, чехоня, карась сріблястий, карась золотистий, сазан, в'юн. Представниками інших рядів є: стерлядь з ряду Осетроподібних (занесена до Червоної книги України),), щука, сом, миньок (ряд Тріскоподібних), судак, окунь, йорж, носар, бичок-бабка — з ряду Окунеподібних.
Навесні та влітку в невеликих водоймах можна знайти хвостатих земноводних — звичайного та гребінчастого тритонів, а також безхвостих — озерну та ставкову жаб, болотну черепаху.

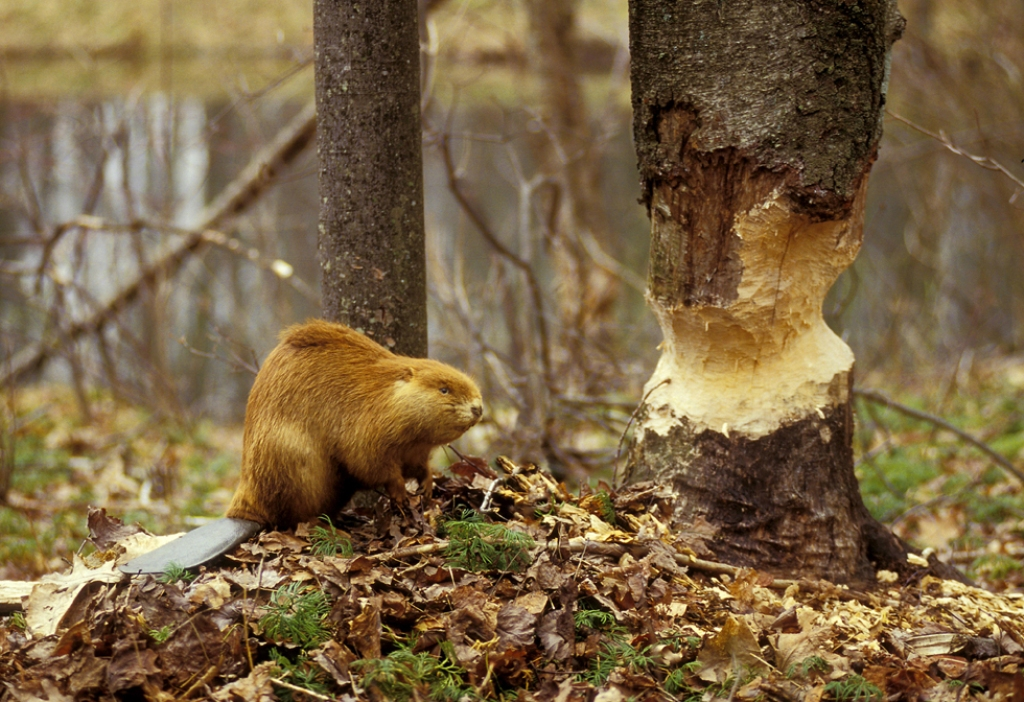
Бобер річковий (Castor fiber)

На водоймах знаходять собі їжу та будують свої гнізда цілий ряд птахів. Серед них такі досить звичайні наші види, як пірникоза велика, або чомга, пірникоза мала, пірникоза чорношия, пірникоза сірощока. У заростях очерету, рогозів живуть і будують свої гнізда бугай, бугайчик, крижень, чирянки (мала та велика), нерозень, шилохвіст, широконіска, попелюх (червоноголова чернь), білоока чернь, чубата чернь. Під час весняних та осінніх перельотів на водоймах чи поблизу них можна побачити лебедів (шипуна та кликуна), які можуть навіть гніздитися у наших краях, а також різних гусей (сіру гуску, велику білолобу гуску, малу білолобу гуску, гуменника). На берегах водойм та на мілководді знаходять собі притулок та їжу сіра чапля, чепура велика, білий лелека. Біля водойм гніздяться та знаходять собі їжу і деякі хижі птахи. Це, зокрема, орлан-білохвіст, чорний та рудий шуліки, болотяний лунь. А з заростей очерету та рогозів на всіх водоймах на Чернігівщині можна постійно чути голоси очеретянок.
На озерах у заплавах річок можна також побачити «хатки» бобрів, а на берегах — сліди їх діяльності — підгризені та повалені дерева. Значно менший за розмірами ще один гризун, життя якого пов'язане з водою — ондатра. Ця акліматизована тварина вже давно стала звичайною у нашій фауні. Вона досягає ваги до 2 кг і добре пристосована до водного способу життя. Може добре плавати і пірнати. На піщаних косах водойм можна побачити сліди двох хижих тварин, життя яких також пов'язане з водоймами. Це — видра та європейська норка.

### Фауна агроценозів
Поширення тварин по території області підпорядковане як зональним, так і азональним закономірностям. При цьому суттєвим є вплив антропогенного фактору. Видозмінені людиною ландшафти, які найбільше поширені в центральних і південних районах області, мають свій типовий видовий склад. Фауна тварин городів та ланів також багата. Безхребетні тварини зустрічаються тут як у ґрунті, так і на його поверхні, на рослинах. У ґрунті мешкає велика кількість безхребетних: найпростіші, коловертки, нематоди, енхітреїди, дощові черви, молюски, мокриці, багатоніжки, кліщі та комахи на різних стадіях розвитку. Вони складають 25-30 % від загальної біомаси організмів, які населяють ґрунт.
Понад 90 % від педофауни (сукупності всіх ґрунтових тварин) складають ґрунтові нематоди (галова нематода, бурякова нематода, вівсяна нематода, картопляна цистоутворююча нематода та картопляна стеблова нематода.
Важливою складовою частиною біоценозу ґрунту є членистоногі. На землі або у поверхневих шарах ґрунту можна знайти плоского червоного кліща або червонотілку шовковисту, мокриць, ківсяків, кістянок і геофілів.
Особливо небезпечними комахами для сільськогосподарських культур є багатоїдні тварини городу. До таких тварин належить вовчок, або капустянка звичайна, дротяника, клоп капустяний, клоп прикрашений, або гірчичний, та клоп ріпаковий.
На посівах злакових культур у період цвітіння і молочної стиглості можна побачити жуків (жук- кузька, жук-хрестоносець)з родини Пластинчастовусих, які пошкоджують м'яке зерно.
Чималої шкоди завдають сільськогосподарським культурам представники родини Довгоносиків (хоботник прихований капустяний та його личинки, довгоносик буряковий звичайний або бурякова свинка, довгоносик буряковий сірий, люцерновий слоник).

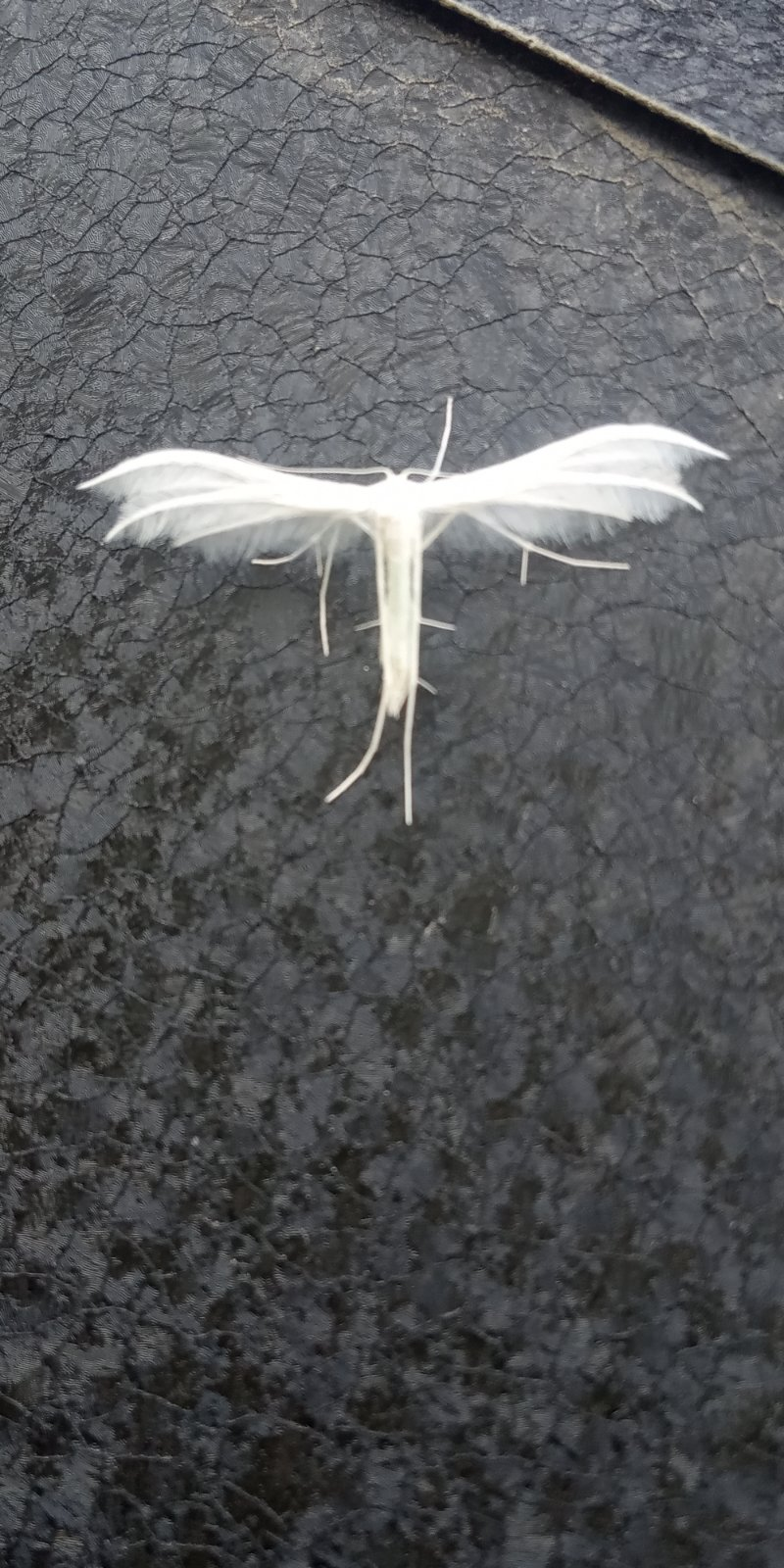
Білий птерофор (Pterophorus pentadactyla)

Чималої шкоди городнім культурам завдають деякі види метеликів, або Лускокрилих, а точніше, їх личинки — гусениці. Небезпечним шкідником капусти є гусінь білана капустяного, білана  ріпакового  та білана  бруквяного.
Агроценози, які відрізняються від природних біоценозів меншою різноманітністю умов, характеризуються також і меншою кількістю видів хребетних тварин. Із земноводних ропуха звичайна, або сіра, жаба земляна, або часничниця. З плазунів дуже поширеним видом тут є ящірка прудка. Найбільш помітними птахами агроценозів безперечно є жайворонки — польовий та чубатий, або посмітюха. Поряд з ними можна також зустріти жовту плиску та трав'янку лучну, а рано-вранці — почути крик перепілки. У повітрі понад полями постійно ширяють сільські ластівки, а якщо поблизу є річка з стрімкими берегами або кар'єр, то можна побачити тут і берегових ластівок, або щуриків.  А ще вище в небі можна побачити силуети хижих птахів: чорного шуліки, канюка звичайного, рідше над полями вдається побачити лучного луня. На дротах ліній електромереж на полях можна побачити звичайних вівсянок, коноплянок, білих плисок, польового та хатнього горобця.
Найбільш чисельними представниками класу Ссавців у агроценозах є, безумовно, різні мишовидні гризуни. Серед них — миша хатня, миша польова, хом'як звичайний, полівка сіра, полівка гуртова. Крім гризунів в агроценозах можна також зустріти представників ряду Комахоїдних — крота та їжака. Окрім того можна побачити зайця сірого.

## Охорона і збереження видового складу
Спеціалістами-зоологами Чернігівського та Ніжинського державних педуніверситетів спільно зі спеціалістами Держуправління охорони навколишнього природного середовища в області проведено роботи по інвентаризації фауни хребетних тварин Чернігівської області. Значним результатом спільної роботи науковців та Держуправління стало створення списку регіонально рідкісних видів тварин, що населяють область: це 352 види тварин. З них безхребетні — 235 видів, хребетні тварини — 117 видів.
З переліком регіонально рідкісних видів тварин Чернігівської області можна ознайомитися на сайті департаменту екології та природних ресурсів Чернігівської обласної державної адміністрації
64 види безхребетних тварин та 58 хребетних тварин Чернігівщини занесені до Червоної книги України.